# Anomala biakensis
Anomala biakensis är en skalbaggsart som beskrevs av Carsten Zorn 2006. Anomala biakensis ingår i släktet Anomala och familjen Rutelidae. Inga underarter finns listade i Catalogue of Life.